# Ramón Piñeiro
Ramón Piñeiro Llagostera, född 29 oktober 1991 i Barcelona, är en spansk racerförare.

## Racingkarriär
Piñeiro tävlade säsongerna 2008 och 2009 i Formula BMW Europe, men slutade långt bak båda åren. 2009 körde han även sex race i Formula Palmer Audi och lyckades ta en pallplats. Han fortsatte i samma serie även 2010, slutade på tredjeplats totalt, efter fyra segrar, samt gjorde ett inhopp i FIA Formula Two Championship på Circuit de la Comunitat Valenciana Ricardo Tormo, där han lyckades ta ett poäng. 2011 tävlar han hela säsongen i FIA Formula Two Championship.
| År                                               | Klass/Mästerskap                  | Team                               | Bil                                      | Totalt/poäng   | Bästa placering                 |
| ------------------------------------------------ | --------------------------------- | ---------------------------------- | ---------------------------------------- | -------------- | ------------------------------- |
| 2008                                             | Formula BMW Europe                | Fortec Motorsport                  | Mygale FB02 (BMW K1200RS)                | 20:e/37p       | 8:a på Spa (Race 1)             |
| 2009                                             | Formula BMW Europe                | FMS International Motaworld Racing | Mygale FB02 (BMW K1200RS)                | 19:e/38p       | 8:a på Valencia Street (Race 1) |
| 2009                                             | Formula Palmer Audi               | ?                                  | Van Diemen Spec Formula (Audi 1.8 Turbo) | 20:e/56p       | 3:a på Snetterton (Race 3)      |
| 2010                                             | Formula Palmer Audi               | ?                                  | Van Diemen Spec Formula (Audi 1.8 Turbo) | 3:a/320p       | Fyra segrar                     |
| 2010                                             | European F3 Open                  | Team West-Tec                      | Dallara F306 (Toyota)                    | -/0p           | 10:e på Jarama (Race 2)         |
| 2010                                             | European F3 Open - Copa de España | Team West-Tec                      | Dallara F306 (Toyota)                    | 9:a/12p        | Två fjärdeplatser               |
| 2010                                             | FIA Formula Two Championship      | Caja Madrid (huvudsponsor)         | Williams JPH1B F2 (Audi)                 | 22:a/1p        | 10:a på Ricardo Tormo (Race 2)  |
| 2011                                             | FIA Formula Two Championship      | Next Limit (huvudsponsor)          | Williams JPH1B F2 (Audi)                 | säsongen pågår | säsongen pågår                  |
| Senast uppdaterad: 2011-05-06 (4980 dagar sedan) |                                   |                                    |                                          |                |                                 |